# Фламуди
Фламу̀ди (на гръцки: Φλαμούδι; на турски: Mersinlik) е село в Кипър, окръг Фамагуста. Според статистическата служба на Северен Кипър през 2011 г. селото има 158 жители.
Де факто е под контрола на непризнатата Севернокипърска турска република.